# Îlot du Nohic
L'îlot du Nohic, également appelé île du Nohic, est un îlot situé dans la ria d'Étel, en France.

## Géographie
L'îlot est situé au milieu de la ria d'Étel, entre les territoires des communes d'Étel et de Plouhinec. Il mesure 382 m2 de superficie.

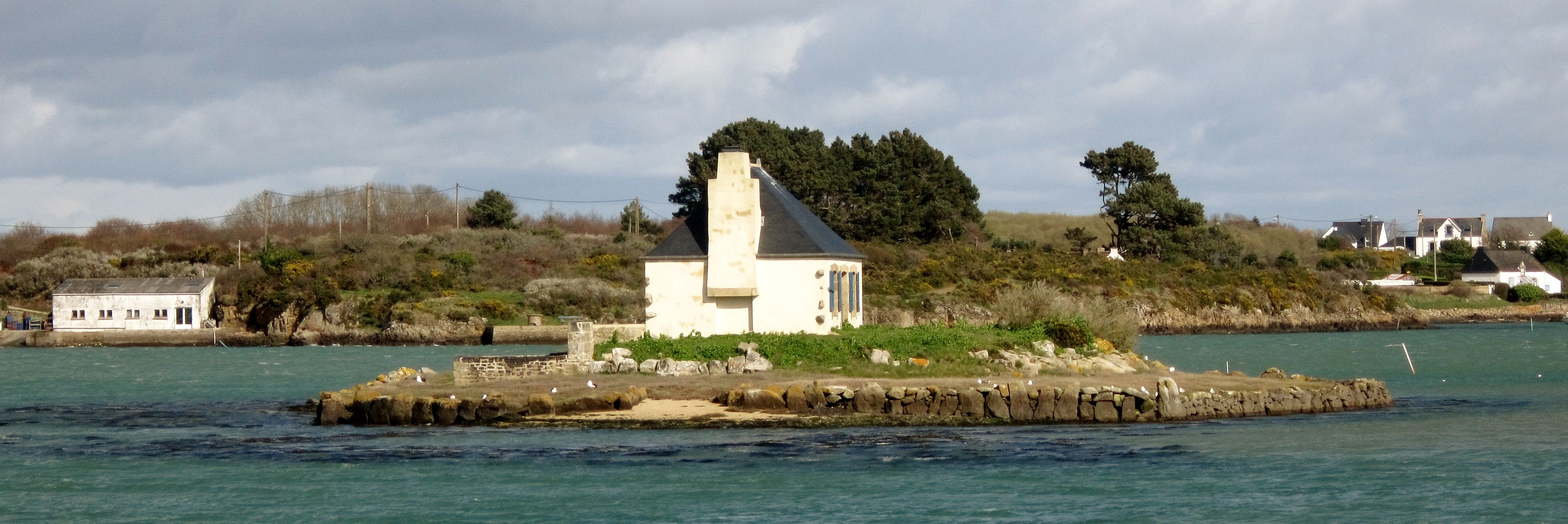
L'îlot du Nohic à marée haute et la "Maison du gardien" vus depuis la rive droite de la ria d'Étel.

## Histoire
En 1892 Stéphan, d'Erdeven, obtient après de nombreux débats le droit d'implanter et d'exploiter une concession ostréicole dans l'îlot du Nohic ; il exploita cette concession jusqu'en 1935 et d'autres ostréiculteurs lui succédèrent au fil des ventes successives.
L'îlot abrite une maison construite en 1893 par l'ostréiculteur Stéphan. Celle-ci servait de logement au gardien chargé d’entretenir les parcs à huîtres entourant l'îlot. Habitée jusqu'en 1955, elle est laissée à l'abandon dans la seconde moitié du XXe siècle. Une association dénommée Île du Nohic, créée en 2013, se donne pour but de réhabiliter la maison du gardien telle qu'elle était lors de sa construction. La maison fait l'objet d'une rénovation en 2017,.